# Pavel Fízek
Pavel Fízek (* 29. Januar 1960) ist ein ehemaliger tschechoslowakischer Skispringer und heutiger tschechischer Skisprungtrainer.

## Werdegang
Fízek, der aus Nýdek stammt und in seiner Heimat auch als železného muže (dt.: Eisenmann) bekannt ist, nahm u. a. als Junior an der Springertournee der Freundschaft 1977 teil. Rund einen Monat später gewann er bei der ersten Junioren-Weltmeisterschaft die Goldmedaille. Dies war zugleich sein einziger Wettbewerb in einem westlichen Staat. Im selben Jahr wurde er am ersten Wettkampftag des Czech-Marusarzówna-Memorial Zweiter und tags darauf Vierter. Anschließend trat er nicht mehr bei bedeutenden Wettkämpfen an. Am 1. Juli 1985 wurde sein gleichnamiger Sohn geboren, der ebenfalls Skispringer und anschließend Trainer in Kozlovice wurde.
Um die Jahrtausendwende war Fízek für die tschechische Weltcup-Auswahl, zu der u. a. Michal Doležal und Jakub Janda gehörten, als Trainer zuständig. In dieser Funktion wirkte er später außerdem in seinem Wohnort Kozlovice sowie in Frenštát pod Radhoštěm. Fízek beteiligte sich 2004 auch an der Modernisierung der Areal Horečky.